# Oh, Canada
Oh, Canada is een Amerikaanse dramafilm uit 2024, geschreven en geregisseerd door Paul Schrader en gebaseerd op de roman Foregone uit 2021 van Russell Banks. De hoofdrollen worden vertolkt door Richard Gere, Uma Thurman, Michael Imperioli en Jacob Elordi.

## Verhaal
Leonard Fife is een beroemde Canadees-Amerikaanse documentairemaker, die eind zeventig is en stervend aan kanker. Hij is een van de zestigduizend dienstplichtontduikers die naar Canada zijn gevlucht om de dienstplicht in Vietnam te vermijden.

## Rolverdeling
| Acteur            | Personage             |
| ----------------- | --------------------- |
| Richard Gere      | Leonard Fife          |
| Jacob Elordi      | de jonge Leonard Fife |
| Uma Thurman       | Emma                  |
| Michael Imperioli | Malcolm               |
| Victoria Hill     | Diana                 |
| Penelope Mitchell | Sloan/Amy             |
| Kristine Froseth  | Alicia                |

## Productie
De productie kreeg een SAG-AFTRA-vrijstelling en de filmopnames gingen van start in september 2023 in New York. De productie werd drie weken later, in oktober, afgerond. Arclight Films stemde er mee in om de verkoop van de film op de Europese filmmarkt te financieren en te vertegenwoordigen.

## Release
Oh, Canada ging op 17 mei 2024 in première op het Filmfestival van Cannes in de competitie voor de Gouden Palm.

## Prijzen en nominaties
De belangrijkste:
| Jaar | Prijs                   | Categorie   | Genomineerde(n) | Uitslag     |
| ---- | ----------------------- | ----------- | --------------- | ----------- |
| 2024 | Filmfestival van Cannes | Gouden Palm | Paul Schrader   | Genomineerd |